# Cabra (Fluss)
Der Cabra ist ein Fluss in Spanien, der durch die autonome Region Asturien fließt.

## Geografie
Der Cabra entspringt nahe dem Berg Pico Areños in der Gemeinde Llanes. Er mündet in die Kantabrische See. Bekannt ist der Rio Cabra für seine alten  Wassermühlen, denen ein eigener Wanderweg, die „Ruta de los molinos del río Cabra“, gewidmet wurde.

### Nebenflüsse
Die Flüsse Rio d'Ubrade, Rio la Garna und der Rio Aího speisen den Cabra.

### Flora und Fauna
Der Fluss ist bei Sportfischern bekannt für seine reichen Vorkommen an Lachsen und Forellen sowie anderen Edelfischen.

### Orte am Rio Cabra
- La Borbolla (Llanes) 43° 22′ 5″ N, 4° 38′ 9″ W
- Bojes (Ribadedeva) 43° 22′ 31″ N, 4° 35′ 6″ W